# Het leven uit een dag
Het leven uit een dag (1988) is een roman van de Nederlandse schrijver A.F.Th. van der Heijden. Het boek gaat over een wereld waarin ieder mensenleven één dag duurt en alles één keer gebeurt. Het boek verscheen in de eerste druk bij Querido. Het boek werd verfilmd en de gelijknamige film verscheen in september 2009 in de bioscoop.
De hoofdpersoon van Het leven uit een dag groeit op in deze alternatieve realiteit en belandt na zijn dood in de hel, waar alles zich tot in het eindeloze herhaalt en verveling en sleur de dienst uitmaken. Deze "hel"  vertoont grote gelijkenis met de wereld waarin wij leven. De spreuk l'enfer, c'est la répétition ("De hel, dat is herhaling") loopt als een rode draad door het boek en markeert de grens tussen de wereld waarin de hoofdpersoon opgroeit en de onze.

## Het verhaal
Benny Wult groeit op in een wereld waarin ieder mensenleven slechts een enkele dag duurt en alles slechts een keer gebeurt. Het leven speelt zich letterlijk geheel in deze enkele dag af. Geslachtsgemeenschap kan maar een enkele keer geschieden waarna de geslachtsorganen nutteloos worden. Hetzelfde geldt voor dronkenschap: wie zich een tweede keer bedrinkt sterft. Een vrouw kan eveneens slechts een keer zwanger worden. Kleren worden slechts een keer gedragen en kinderen groeien letterlijk uit hun kleren. Slechts eten herhaalt zich, maar ieder persoon eet zijn hele leven slechts drie keer en iedere maaltijd is uiteraard weer anders (de eerste maaltijd bestaat uit borstvoeding).
Benny krijgt als baby de borst, groeit op tot peuter, en moet dan meteen naar school. Het grootste deel van de ochtend wordt aan school besteed: in enkele uren wordt de lagere en de middelbare school erdoorheen gejast waarna de tot jongelingen opgegroeide kinderen meteen hun diploma krijgen en aan de slag kunnen. Ook leren de kinderen over de hemel - waar de gelukzaligheid van het leven in slecht een kort moment wordt herhaald - en over de hel, waar alles zich blijft herhalen. Goede mensen gaan naar de hemel, slechte naar de hel. 
Benny gaat bij de luchtmacht werken en ontmoet in een bar de iets jongere studente Gini Trades, op wie hij verliefd wordt. Zij is eerst te jong om seks te hebben, en zij wil niet dat Benny haar kans op moederschap ontneemt. Daarom wachten ze enige tijd in haar studentenkamer tot ze klaar is, waarbij Benny haar geslachtsorganen bekijkt, door een panty heen. De eerste en laatste seks vinden ze zo geweldig dat ze het wel vaker willen doen, maar dat kan niet in deze wereld. Gini blijkt meteen zwanger geworden en hun lichamen zijn al begonnen af te takelen.
De enige plaats waar herhaling mogelijk is, is de hel, en daarom hopen Benny en Gini naar de hel gestuurd te kunnen worden. Dit doen ze door een oude blinde man te vermoorden en zich te laten oppakken om zo de doodstraf te krijgen. Omdat ze iets slechts hebben gedaan hopen ze na hun dood naar de hel gestuurd te worden, waar ze zo vaak ze maar willen de liefde kunnen bedrijven. De rechtszitting vindt plaats terwijl Gini hoogzwanger is en moet dan ook worden onderbroken omdat ze moet bevallen. Ze krijgt een zoontje, dat na de rechtszaak bij een kinderloos stel wordt ondergebracht. Tijdens deze zitting presenteren Benny en Gini zich zo onsympathiek mogelijk om de doodstraf te kunnen krijgen. Ze beschrijven de moord op de blinde tot in detail en worden inderdaad beiden veroordeeld tot de elektrische stoel. 
Na de executie ontwaakt Benny in de hel. Hier leven de mensen langer dan een dag, verouderen nauwelijks merkbaar, eten drie keer per dag en kunnen zo vaak seks hebben of dronken worden als ze willen. Benny maakt daar bijvoorbeeld voor het eerst mee dat de schaduwen langer worden en dat de zon ondergaat. Kortom, het is vrijwel de wereld die wij kennen. Benny blijkt echter alleen te zijn: Gini is nergens te vinden. De oude, blinde man is er wel. Deze was ook naar de hel gestuurd omdat hij een slechterik was. Hij raadt Benny aan werk te vinden en introduceert hem in de wereld van de prostitutie. Benny moet voorzien in zijn levensonderhoud en hij wordt inderdaad prostitué, ingehuurd door zowel mannen als vrouwen. Wat hij daar meemaakt wordt in detail beschreven door Van der Heijden.
Het leven in de hel begint langzamerhand voor hem een sleur en een verveling te worden: Gini is spoorloos en de voortdurende seks begint hem tegen te staan. Wanhopig wil Benny zelfmoord plegen, gaat uiteindelijk bij de oude man te rade. Die raadt hem aan te gaan naar de plaats waar ze seks hadden, het studentenhuis dat nu veranderd is in een hotel. Tijdens een onweersbui ervaart hij in een flits het samenzijn met Gini, maar zij is ook daarna niet te vinden.
De conclusie is dat Gini  in de hemel is gekomen, omdat Benny degene was die met het plan was gekomen de oude man te vermoorden en Gini had omgepraat. Zij was er niet geheel bij. Ook blijkt dat de oude man zich expres heeft laten vermoorden om zo de twee uit elkaar te drijven. Benny's eigen ongeduld en onvrede met wat hij had heeft hem ertoe gebracht een goed en afwisselend leven op te geven voor deze hel van eindeloze herhaling. De blinde man troost hem echter, door te zeggen dat hij nog een heel leven voor zich heeft.